# Emily Huelskamp
Emily Huelskamp (* 17. Januar 1987) ist eine Ruderin aus den Vereinigten Staaten.
Emily Huelskamp nahm 2011 erstmals an den US-Meisterschaften teil und belegte den dritten Platz im Doppelvierer. 2012 siegte sie im Einer und belegte den zweiten Platz im Doppelzweier. 2013 qualifizierte sie sich im Vierer ohne Steuerfrau für die Weltmeisterschaften in Chungju. Dort siegte sie zusammen mit Olivia Coffey, Tessa Gobbo und Felice Mueller. 2015 gewann sie zusammen mit Molly Bruggeman im Zweier ohne Steuerfrau bei den Panamerikanischen Spielen in Toronto.
2016 belegte Huelskamp im Ruder-Weltcup in Luzern den sechsten Platz im Doppelvierer. Zusammen mit Molly Bruggeman, Corinne Schoeller und Kristine O’Brien trat sie bei den Weltmeisterschaften in den nichtolympischen Bootsklassen im Vierer ohne Steuerfrau an und gewann Silber hinter den Britinnen. Bei den Weltmeisterschaften 2017 erreichten Elizabeth Sonshine, Maureen McAuliffe, Kara Kohler und Emily Huelskamp den fünften Platz im Doppelvierer. Im Jahr darauf belegten Sonshine, Huelskamp, McAuliffe und Kara Soucek den sechsten Platz bei den Weltmeisterschaften 2018. 2019 trat Emily Huelskamp im Weltcup sowohl im ungesteuerten Zweier als auch im ungesteuerten Vierer an. Bei den Weltmeisterschaften in Linz/Ottensheim ruderte sie wieder im Doppelvierer und belegte mit Lauren Schmetterling, Sophia Vitas und Kathryn Roach den siebten Platz.